# Špalková brzda

Špalkové brzdy je typ brzdového systému jízdního kola. Brzdy jsou jednou z nejdůležitějších částí kola. Umožňují zpomalení nebo zastavení pohybu. Je mnoho druhů brzd, např. špalkové, kotoučové brzdy. Oba typy se dále dělí na hydraulické a mechanické. Zde je popsána funkce mechanických špalkových brzd. Skládají se z jednoduchého systému pák a kladky. Ten umožní přenést a zvýšit sílu působenou na páčku, umístěnou na řídítkách, na spodní páku se špalíčky. Samotné zpomalení pohybu je způsobeno přimáčknutím gumových špalků na ocelový ráfek kola.

## Fyzika a brzdy

### Fyzikální popis
Zmáčknutí páčky, která funguje jako nerovnoramenná páka, silou 1 N, se na druhém, 6× kratším rameni, vytvoří síla 6× větší. Ta potom působí na volnou kladku, přes kterou se rozdělí na dvě síly o poloviční velikosti. Každá z těchto sil působí na jednoramennou páku, kde se velikost zvýší 2×, protože působiště síly je v polovině této kladky. Na ráfek je tedy vyvíjena z každé strany síla o velikosti 6 N, takže na každé straně vzniká síla třecí a tím dochází k brzdění a zastavení.

### Příklad
Na nerovnoramennou páku působí síla 1 N. První rameno působení je 6× delší, než druhé rameno. Vztahem, relevantním pro výpočet, je: F1d1 = F2d2.
Po dosazení 1·6 = F2·1 → F2 = 6 N.
Lanko vede sílu k volné kladce a ta rovnoměrně rozděluje sílu F2 na F3 a F4 (F3 = 3 N, F4 = 3 N).
Každá z těchto dvou sil působí na jednoramennou páku. Síla se zvětší 2×, protože působiště druhé síly je v polovině této páky. Vychází se ze vztahu F3d3=F5d5.
Po dosazení 3·2 = F5·1 → F5 = 6 N.
Na ráfek působí síla 6 N. Zde dochází k tření mezi povrchem ráfku (ocel) a povrchem špalků (guma). Třecí síla se vypočte ze vztahu: F5 = Ft·f → Ft = (F5 je síla vyvolaná zmáčknutím páčky, Ft je síla třecí, f je součinitel smykového tření – ten se rovná, mezi gumou a ocelí, 0,28).
Po dosazení Ft = 6/0,28 → Ft = 21,4 N.
Podle odhadů by měla mít vzniklá třecí síla 21,4 N. Působí z každé strany. 2 × 21,4 = 42,8. Vzniká tedy síla 42,8 N.